# Real Instituto de Estudios Europeos
El Real Instituto de Estudios Europeos (RIEE), con sede en Zaragoza, España, es una institución dedicada a la formación e investigación en asuntos relacionados con la Unión Europea.
El "Real Instituto de Estudios Europeos " esta actualmente presidido por el Dr. Sr. Don Maximiliano Bernad Álvarez de Eulate, Catedrático emérito de Derecho Internacional y Catedrático "Jean Monnet" de la Universidad de Zaragoza.
Fundado en 1986, con motivo del ingreso de España en las Comunidades Europeas, el Real Instituto imparte diversos cursos y diplomas, así como un máster en Unión Europea y organiza, desde 1995, la Academia Europea de Jaca, España.

## Actividades

### Máster en Unión Europea
Su programa máster abarca las políticas y las acciones de las Comunidades Europeas y de la Unión Europea e incluye, entre otros aspectos relacionados con la UE, temas jurídicos, económicos y empresariales, sociales, políticos e históricos. El máster está organizado con la colaboración del Ministerio de Asuntos Exteriores y de Cooperación, la Comisión de las Comunidades Europeas, el Parlamento Europeo, el Tribunal de Justicia de las Comunidades Europeas, el Consejo de Europa, el Banco Europeo de Inversiones, y la Cátedra “Jean Monnet” de Instituciones y Derecho comunitario europeos de la Universidad de Zaragoza, entre otras instituciones y entidades.
El máster lo dirige el actual Presidente del RIEE, Maximiliano Bernad, catedrático emérito de Derecho Internacional de la Universidad de Zaragoza y el programa es impartido por altos cargos de las administraciones españolas y de Europa, así como embajadores o funcionarios internacionales, entre otros. Entre los conferenciantes que han impartido las lecciones inaugurales o de clausura se encuentran Pedro Solbes, Isabel Tocino, Loyola de Palacio, Manuel Pizarro, Trinidad Jiménez. Felipe González,
Ricardo Díez-Hochleitner, José Manuel García Margallo o Román Escolano

### Academia Europea de Jaca
La Academia Europea de Jaca creada por el Real Instituto de Estudios Europeos y realizada en colaboración con la Real Sociedad Económica Aragonesa de Amigos del País, la Cátedra "Jean Monnet" de la Universidad de Zaragoza, el Ministerio de Asuntos Exteriores y Cooperación y el Ayuntamiento de Jaca, cuenta con el patrocinio de Ibercaja y del Gobierno de Aragón, es una serie de conferencias y mesas redondas que trata temas de interés y actualidad relacionados con las instituciones Europeas.
Se celebra en Jaca, Huesca, la tercera semana de julio desde 1995.

## Galardones

### Medalla de Plata
Su Medalla de Plata ha sido entregado a José María Aznar, Boutros Boutros-Ghali, José Manuel Durão Barroso, Manuel Fraga, Rodrigo Rato, Pedro Solbes, Jaime Mayor Oreja, Loyola de Palacio, Javier Solana, René-Jean Dupuy y Javier Elorza, así como a la Academia de Derecho Internacional de La Haya.

### Medalla de Oro
La Medalla de Oro del Real Instituto ha sido entregada a S.M. el Rey Juan Carlos, al Presidente Felipe González, y a José Manuel Durão Barroso, Presidente de la Comisión Europea.
Y a S.M.  Felipe VI rey de España.